# Fjärdsjömåla
Fjärdsjömåla är en småort i Augerums socken i Karlskrona kommun i Blekinge län.